# سابو سیریل
سابو سیریل (تامیلی: சாபு சிரில்؛ زادهٔ ۲۷ ژانویهٔ ۱۹۶۲)  کارگردان هنری، طراح تولید، بازیگر و طراح صحنهٔ فیلم‌های هندی و عضو آکادمی علوم و هنرهای سینمایی (اسکار) است که به‌عنوان یکی از تحسین‌شده‌ترین کارگردانان کشور هنر شناخته می‌شود. او در ۱۱۵ فیلم بلند و ۲۰۰۰ فیلم تبلیغاتی فعالیت کرده و موفق به کسب ۴ جایزهٔ ملی طراحی صحنه، ۴ جایزهٔ ایالتی، ۶ جایزه فیلم‌فیر جنوب برای بهترین کارگردانی هنری، ۵ جایزهٔ آکادمی بین‌المللی فیلم هند (IIFA) و بسیاری جوایز دیگر شده است.

## گزیدهٔ فیلم‌شناسی
- ساهو (۲۰۱۹)
- باهوبالی ۲: نتیجه (۲۰۱۷)
- شیوای (۲۰۱۶)
- آغاز باهوبالی (۲۰۱۵)
- لینگا (۲۰۱۴)
- کریش ۳ (۲۰۱۳)
- مرد شجاع (۲۰۱۳)
- پسر سردار (۲۰۱۲)
- ستیز (۲۰۱۲)
- را. یک (۲۰۱۱)
- تیز مار خان (۲۰۱۰)
- خشم (۲۰۱۰)
- ترش و شیرین (۲۰۱۰)
- روبات (۲۰۱۰)
- بیلوی آرایشگر (۲۰۰۹)
- ضربه چپ و راست (۲۰۰۹)
- علاءالدین (۲۰۰۹)
- پدر جان اول شما (۲۰۰۸)
- کانچیوارام (۲۰۰۸)
- ام شنتی ام (۲۰۰۷)
- هزارتو (۲۰۰۷)
- گورو (۲۰۰۷)
- استقبال (۲۰۰۷)
- دویدن در پیرامون (۲۰۰۶)
- جان من (۲۰۰۶)
- یواش یواش بگو (۲۰۰۶)
- دهاتی‌های خوش‌شانس (۲۰۰۶)
- برای اینکه (۲۰۰۵)
- ادویه تند (۲۰۰۵)
- بیا چیزی شیرین داشته باشیم (۲۰۰۵)
- بیگانه (۲۰۰۵)
- دوباره همدیگر را خواهیم دید (۲۰۰۴)
- جنجال (۲۰۰۴)
- جوانی (۲۰۰۴)
- سه نقطه (۲۰۰۴)
- من اکنون اینجایم (۲۰۰۳)
- خوشی (۲۰۰۳)
- پسرها (۲۰۰۳)
- سه برادر (۲۰۰۲)
- این فقط یک رؤیای کوچک است (۲۰۰۱)
- آشوکا (۲۰۰۱)
- بوسه بر روی گونه (۲۰۰۱)
- کلک (۲۰۰۰)
- هی رام (۲۰۰۰)
- پاسخ (۲۰۰۰)
- جناب سرگرد (۱۹۹۸)
- گاهی نه گاهی (۱۹۹۸)
- وراثت (۱۹۹۷)
- آب سیاه (۱۹۹۶)
- گردش (۱۹۹۳)